# Sowiecka Formuła 3 Sezon 1966
Sezon 1966 był siódmym sezonem Sowieckiej Formuły 3.
Sezon składał się z dwóch eliminacji, rozgrywanych na torach Newskoje Kolco (Leningrad) oraz Nemanskoje Kolco (Kowno), przy czym wyścig w Newskoje Kolco był również eliminacją Pucharu Pokoju i Przyjaźni. Obie eliminacje składały się z dwóch oddzielnych biegów.
Mistrzem został Wiktor Łapin, ścigający się Melkusem 64.

## Kalendarz wyścigów
| Runda | Data     | Tor       | Pole position | Najszybsze okrążenie | Zwycięzca (kierowcy) | Zwycięzca (zespoły) |
| ----- | -------- | --------- | ------------- | -------------------- | -------------------- | ------------------- |
| 1–2   | 24 lipca | Leningrad | ?             | Ants Seiler          | Ants Seiler          | Kalev Tallinn       |
| 1–2   | 24 lipca | Leningrad | ?             | ?                    | Szota Mamrikiszwili  | Spartak Tbilisi     |
| 3–4   | 31 lipca | Wilno     | ?             | ?                    | Jurij Andriejew      | Spartak Moskwa      |
| 3–4   | 31 lipca | Wilno     | ?             | ?                    | Wiktor Łapin         | DOSAAF Moskwa       |

## Klasyfikacja kierowców
| Legenda oznaczeń w tabelach wyników Wyświetl szablon na nowej stronie | Legenda oznaczeń w tabelach wyników Wyświetl szablon na nowej stronie                                                                     |
| Oznaczenie                                                            | Wyjaśnienie |
| --------------------------------------------------------------------- | --- |
| Złoty                                                                 | Zwycięzca lub mistrzostwo |
| Srebrny                                                               | 2. miejsce lub wicemistrzostwo |
| Brązowy                                                               | 3. miejsce lub II wicemistrzostwo |
| Zielony                                                               | Ukończył, punktował (w klasyfikacji generalnej, gdy zdobył co najmniej jeden punkt na przestrzeni sezonu, poza trzema powyższymi opcjami) |
| Niebieski                                                             | Ukończył, nie punktował (w klasyfikacji generalnej, gdy nie zdobył co najmniej jednego punktu na przestrzeni sezonu)                      |
| Czerwony                                                              | Nie zakwalifikował się (NZ) |
| Czerwony                                                              | Nie prekwalifikował się (NPK) |
| Różowy                                                                | Nie ukończył (NU) |
| Różowy                                                                | Niesklasyfikowany (NS) (w klasyfikacji generalnej, gdy nie został sklasyfikowany w żadnym wyścigu sezonu)                                 |
| Czarny                                                                | Zdyskwalifikowany (DK) |
| Czarny                                                                | Wykluczony (WYK/EX) |
| Biały                                                                 | Nie wystartował (NW) |
| Biały                                                                 | Kontuzjowany (K/INJ) |
| Biały                                                                 | Wyścig odwołany (OD/C) |
| Bez koloru                                                            | Został wycofany (WYC/WD) |
| Bez koloru                                                            | Nie przybył (NP/DNA) |
| Bez koloru                                                            | Nie brał udziału w treningach (NT/DNP) |
| Bez koloru                                                            | Nie został zgłoszony (–) |
| Pogrubienie                                                           | Start z pole position |
| Kursywa                                                               | Najszybsze okrążenie wyścigu |
| †                                                                     | Nie ukończył, ale jego rezultat został zaliczony ze względu na przejechanie więcej niż 90% dystansu wyścigu.                              |
| *                                                                     | Sezon w trakcie |
| 1/2/3                                                                 | Punktowana pozycja w sprincie kwalifikacyjnym                                                                                             |
| Lista systemów punktacji Formuły 1                                    | |

| Poz. | Kierowca           | Zespół         | LEN | LEN | WIL | WIL | Punkty |
| ---- | ------------------ | -------------- | --- | --- | --- | --- | ------ |
| 1    | Wiktor Łapin       | DOSAAF Moskwa  | 3   | 2   | 2   | 1   | 88     |
| 2    | Ants Seiler        | Kalev Tallinn  | 1   | 9   | 3   | 6   | 71     |
| 3    | Jakow Wartpatrikow | DOSAAF Tbilisi | 5   | 5   | 4   | 3   | 68     |
| 4    | Jaan Küünemäe      | DOSAAF Võru    | 4   | 3   | -   | -   |        |